# Zitterbewegung
Le Zitterbewegung (qu'on peut traduire de l'allemand par « mouvement de tremblement ») est un phénomène physique de micro-oscillations d'un soliton, découvert par Gregory Breit en 1928 dans le cadre de la mécanique quantique.
Examiné dans le cadre de la théorie de la relativité, il donne naissance au paradoxe de Klein[Information douteuse].
Il est censé expliquer le spin et le moment magnétique de l'électron[réf. nécessaire].

## Généralités
À une observable quantique {\displaystyle {\hat {A}}_{\rm {S}}(t)} dans la représentation de Schrödinger correspond une observable {\displaystyle {\hat {A}}_{\rm {H}}(t)} dans la représentation de Heisenberg.
Lorsque l'opérateur hamiltonien {\displaystyle {\hat {H}}} est indépendant du temps et lorsque {\displaystyle {\hat {A}}_{\rm {H}}(t_{0})={\hat {A}}_{\rm {S}}(t_{0})}, les observables {\displaystyle {\hat {A}}_{\rm {S}}(t)} et {\displaystyle {\hat {A}}_{\rm {H}}(t)} sont reliés comme :
{\displaystyle {\hat {A}}_{\rm {H}}(t)=e^{i(t-t_{0}){\hat {H}}/\hbar }{\hat {A}}_{\rm {S}}(t)e^{-i(t-t_{0}){\hat {H}}/\hbar }}
La dérivée dans le temps de {\displaystyle {\hat {A}}_{\rm {H}}(t)} est donnée par l'équation de Heisenberg :
{\displaystyle {\frac {d{\hat {A}}_{\rm {H}}(t)}{dt}}={\frac {i}{\hbar }}\left[{\hat {H}},{\hat {A}}_{\rm {H}}(t)\right]+\left({\frac {\partial {\hat {A}}_{\rm {S}}(t)}{\partial t}}\right)_{\rm {H}}}

## Dérivation mathématique du zitterbewegung
Considérons l'équation de Dirac d'une particule libre:
{\displaystyle i\hbar {\frac {\partial \psi }{\partial t}}(\mathbf {x} ,t)=\left(mc^{2}\alpha _{0}-i\hbar c\sum _{j=1}^{3}\alpha _{j}{\frac {\partial }{\partial x_{j}}}\,\right)\psi (\mathbf {x} ,t)}
Elle peut s'écrire sous forme d'équation de Schrödinger :
{\displaystyle i\hbar {\frac {\partial \psi }{\partial t}}(\mathbf {x} ,t)={\hat {H}}\psi (\mathbf {x} ,t)}
où {\displaystyle {\hat {H}}} est l'opérateur hamiltonien de l'équation de Dirac :
{\displaystyle {\hat {H}}=mc^{2}\alpha _{0}+c\sum _{j=1}^{3}\alpha _{j}{\hat {p}}_{j}}
Les relations de commutation entre les opérateurs d'impulsion, de position, hamiltonien et les {\displaystyle \alpha _{j}} sont :
{\displaystyle [{\hat {q}}_{j},{\hat {p}}_{k}]=i\hbar \delta _{jk}}
{\displaystyle [{\hat {H}},{\hat {p}}_{j}]=0}
{\displaystyle [{\hat {H}},{\hat {q}}_{j}]=-i\hbar c\alpha _{j}}
{\displaystyle [{\hat {H}},{\hat {\alpha }}_{j}]=2(c{\hat {p}}_{j}-\alpha _{j}{\hat {H}})}
{\displaystyle [{\hat {q}}_{j},{\hat {\alpha }}_{k}]=0}
{\displaystyle [{\hat {p}}_{j},{\hat {\alpha }}_{k}]=0}
On passe maintenant à la représentation de Heisenberg en posant :
{\displaystyle p_{j}(t):=({\hat {p}}_{j})_{\rm {H}}}
{\displaystyle q_{j}(t):=({\hat {q}}_{j})_{\rm {H}}}
{\displaystyle H(t):=({\hat {H}})_{\rm {H}}}
{\displaystyle \alpha _{j}(t):=({\hat {\alpha }}_{j})_{\rm {H}}}
Leur évolution temporelle est donnée par l'équation de Heisenberg :
{\displaystyle {\frac {d}{dt}}p_{j}(t)={\frac {i}{\hbar }}[{\hat {H}},{\hat {p}}_{j}]_{\rm {H}}=0}
{\displaystyle {\frac {d}{dt}}q_{j}(t)={\frac {i}{\hbar }}[{\hat {H}},{\hat {q}}_{j}]_{\rm {H}}=(c\alpha _{j})_{\rm {H}}=c\alpha _{j}(t)}
{\displaystyle {\frac {d}{dt}}H(t)=0}
{\displaystyle {\frac {d}{dt}}\alpha _{j}(t)={\frac {i}{\hbar }}[{\hat {H}},\alpha _{j}]_{\rm {H}}={\frac {2i}{\hbar }}(cp_{j}(t)-\alpha _{j}(t)H(t))}
Puisque {\displaystyle p_{j}=p_{j}(t)} et {\displaystyle H=H(t)} sont constants, on peut écrire plus simplement :
{\displaystyle {\frac {d}{dt}}\alpha _{j}(t)={\frac {2i}{\hbar }}(cp_{j}-\alpha _{j}(t)H)}
En intégrant {\displaystyle \alpha _{j}(t)} on trouve :
{\displaystyle \alpha _{j}(t)=cp_{j}H^{-1}+\left(\alpha _{j}-cp_{j}H^{-1}\right)e^{-2i(t-t_{0})H/\hbar }}
où {\displaystyle \alpha _{j}=\alpha _{j}(t_{0})}.
L'opérateur vitesse devient donc :
{\displaystyle v_{j}(t)={\frac {d}{dt}}q_{j}(t)=c\alpha _{j}(t)=c^{2}p_{j}H^{-1}+c\left(\alpha _{j}-cp_{j}H^{-1}\right)e^{-2i(t-t_{0})H/\hbar }}
En intégrant {\displaystyle v_{j}(t)} on trouve :
{\displaystyle q_{j}(t)=q_{j}(t_{0})+(t-t_{0})c^{2}p_{j}H^{-1}+{\frac {i\hbar c}{2}}\left(\alpha _{j}-cp_{j}H^{-1}\right)H^{-1}\left(e^{-2i(t-t_{0})H/\hbar }-1\right)}

## Discussion
L'opérateur vitesse :
{\displaystyle {\vec {v}}(t)=c^{2}{\vec {p}}H^{-1}+c\left({\vec {\alpha }}-c{\vec {p}}H^{-1}\right)e^{-2i(t-t_{0})H/\hbar }}
se décompose en deux composantes : une composante constante :
{\displaystyle c^{2}{\vec {p}}H^{-1}}
et une composante oscillatoire :
{\displaystyle c\left({\vec {\alpha }}-c{\vec {p}}H^{-1}\right)e^{-2i(t-t_{0})H/\hbar }}
Ce mouvement oscillatoire est ce qu'on appelle le Zitterbewegung.
La fréquence angulaire de cette oscillation est {\displaystyle \omega =2E/\hbar }.
Autrement dit, on trouve l'énergie propre du mode fondamental d'un oscillateur harmonique quantique :
{\displaystyle E={\frac {\hbar \omega }{2}}}
En utilisant l'égalité {\displaystyle E=mc^{2}}, on trouve en particulier une longueur d'onde :
{\displaystyle \lambda ={\frac {2\pi c}{\omega }}={\frac {1}{2}}{\frac {h}{mc}}={\frac {\lambda _{\rm {C}}}{2}}}
où {\displaystyle \lambda _{\rm {C}}=h/mc} est la longueur d'onde de Compton.
L'interprétation de ce résultat a donné lieu à l'explication de plusieurs phénomènes[évasif],.